# Subsídio

Gráfico mostrando os subsídios que o governo dos Estados Unidos concedeu em 2005 a diversos setores agropecuários

O subsídio (do termo latino subsidiu) é um apoio monetário concedido por uma entidade (instituição ou pessoa) a outra entidade individual ou coletiva, no sentido de fomentar o desenvolvimento de uma determinada atividade desta ou o desenvolvimento da própria.
Subsídios governamentais fornecidos a empresas (comércio e indústrias) possuem o intuito de reduzir o preço final dos produtos vendidos por tais, para que estes produtos possam competir com os produzidos por outras empresas a preços menores (entre outras razões, por causa dos menores custos de mão de obra e de diferenças de taxas cambiais).
Subsídios também podem ser dados com outros objetivos. Por exemplo, subsídios governamentais podem ser dados às pessoas de baixa renda para o auxílio à aquisição de um comércio próprio. Os subsídios governamentais às empresas são comuns em países desenvolvidos, cujos produtos são sensivelmente mais caros do que similares fabricados em países em desenvolvimento, assim reduzindo o preço final dos produtos vendidos por tais empresas.
Segundo a Organização para a Cooperação e Desenvolvimento Econômico (OCDE), o Brasil é um dos países que menos fornece subsídios para seus agricultores. No período de 2003-2005, os subsídios aos produtores rurais brasileiros representaram 5% do valor bruto das receitas agrícolas, sendo bem abaixo da média de 30% exibida pelos países membros da OCDE (como França, Itália, Estados Unidos e Inglaterra).

## Subsídios cruzados
Subsídios cruzados se produzem quando uma empresa produtora de bens ou prestadora de serviços eleva os preços cobrados de uma determinada classe de consumidores, para que as receitas adicionais assim obtidas lhe permitam compensar as perdas decorrentes da prestação de serviços (ou venda de produtos) a uma outra classe de consumidores, por preços inferiores ao custo. Da mesma forma, a empresa pode  promover o consumo de um bem ou serviço, vendendo-o por um preço mais baixo (eventualmente abaixo do custo), e compensar essa perda aumentando o preço de um outro bem ou serviço. Os subsídios cruzados também podem ser empregados para homogeneizar as condições de prestação de um serviço, de modo que as diferenças no custo  não se reflitam em diferentes preços. Assim, todos os consumidores pagam o mesmo preço, e a empresa prestadora do serviço não incorre em perdas.